# Странский, Войтех
Во́йтех Стра́нский (чеш. Vojtěch Stránský; 13 марта 2003, Острава) — чешский футболист, полузащитник клуба «Слован Либерец».

## Клубная карьера
Странский начал заниматься футболом в возрасте шести лет. В 2015 году он присоединился к академии «Млада-Болеслав», где прошёл все стадии юношеского и молодёжного футбола. В 2020 году он был переведён в основной состав клуба, а также выступал за резервную команду.
Сезон 2023/24 полузащитник провёл на правах аренды в клубе «Варнсдорф», где проявил себя как один из лидеров команды, сыграв 28 матчей и отметившись пятью забитыми мячами. После возвращения в «Млада-Болеслав» он провёл удачную первую половину сезона 2024/25, регулярно выходя на поле и участвуя как в матчах национального чемпионата, так и в Лиге конференций УЕФА. Летом 2025 года было объявлено о его переходе в «Слован» Либерец.

## Карьера в сборной
Вызывался в различные юношеские сборные Чехии, включая команды до 19 и до 20 лет. В 2025 году дебютировал за молодёжную сборную Чехии, в составе которой начал выступления в отборочном цикле к молодёжному чемпионату Европы.
5 июня 2025 года был включен в окончательную заявку молодёжной сборной на молодёжный чемпионат Европы 2025.